# Музыка Мальдив
Музыка Мальдив состоит из разнообразных исторических жанров, сформированных под влиянием стран Индийского океана. В современности она связана с традициями народа.

## Народная музыка

### Бодуберу

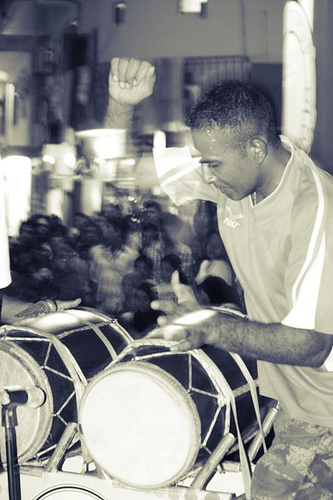
Исполнитель бодуберу.

Самая популярная народная музыка на Мальдивских островах.
Она подобна некоторым песням и танцам Восточной Африки. Вероятно, была привезена на Мальдивы моряками в XI веке.
Бодуберу исполняют примерно 15 человек, включая трех барабанщиков и ведущего певца. Песни могут быть героическими, романтическими или сатирическими. Сегодня Бодуберу — важный пункт развлечения на всех празднованиях и фестивалях.

### Тхаара
Музыку исполняют примерно 22 человека, сидящих друг напротив друга в 2 ряда. Это — тип музыки, которая имеет полурелигиозную основу.
Ранние песни Тхаара были на арабском языке.

### Лангури
Это танец и музыка, исполняемый молодыми людьми. Девушка танцует с палками в руках, которые украшены искусственными цветами, под ритмы музыки.

### Дханди джехан
Музыкальный танец, который различен на каждом атолле. Участники — мужчины, они танцуют в группе приблизительно из 30 человек. Танец, который длится приблизительно один час, может быть проведен днем или ночью, на улице или дома, без основания или в день празднований.

## Религиозная музыка
Раньше на Мальдивских остравах проходил ежегодный фестиваль Маулуди, где исполнялись религиозные песни. Каждый год жители атолла, принимающего фестиваль, выстраивали павильон, где и проходил фестиваль. Хозяева острова должны были доказать своё гостеприимство в подготовке и размещении гостей.

## Современная музыка

### Zero Degree Atoll
Современную эстраду Мальдив нельзя представить без музыкального коллектива Zero Degree Atoll, который образовался в 1987 году. Zero Degree Atoll исполняют блюзовую музыку с выраженными этническими мотивами, используя национальный барабан боду беру.
В 1992 году состоялся концерт в Мале, в честь выпуска первого альбома.
Zero Degree Atoll трижды представляли Мальдивы на Международной туристической ярмарке в Берлине.
Второй и третий альбом Zero Degree Atoll были успешно распроданы в Европе и на Мальдивах.